# فرودگاه شهری کلووویس
فرودگاه شهری کلووویس (به انگلیسی: Clovis Municipal Airport) یک فرودگاه همگانی با کد یاتا CVN است که یک باند فرود آسفالت دارد و طول باند آن ۱۸۹۰ متر است. این فرودگاه در کشور ایالات متحده آمریکا قرار دارد و در ارتفاع ۱۲۸۵ متری از سطح دریا واقع شده‌است.